# 金鍾善
金 鍾善（キム・ジョンソン、朝鮮語: 김종선、1898年または1900年10月12日 - 1950年）は、日本統治時代の朝鮮および大韓民国の教育者、実業家、政治家。制憲韓国国会議員。
漢字表記は金鍾先とも。日本名は金田 国本（かねだ くにもと）。

## 経歴
現在のソウル特別市鐘路区または全羅南道求礼郡出身。求礼公立普通学校、東京正則英語学校中等科、日本大学政経科卒。1926年に新設の朝鮮殖産信託会社副社長となり、1930年代には現金80万ウォン以上を持つ資産家かつ全羅道の大地主であり、咸鏡南道の安辺郡に鉱山も所有していた。教育にも積極的に関与し、1927年から京城の往十里に旺新青年会で経営する旺新学院を支援し、1929年に私立旺新学院の院長を務め、大金を寄付して校舎を新築した。また、1929年1月にソウル天道教弘済少年軍の団長を務め、同年にこどもの日準備特別委員にも任命され、同年6月20日に『少年時代』という児童雑誌の創刊号を発行した。1933年5月、朝鮮物産奨励会理事会経理部で活動し、同年7月に発明学会理事会顧問に委嘱された。また、資産家として巨額の義援金を寄付したことが多く、1933年7月に洛東江沿岸水害被災民義援金、1936年1月のソルラルにソウルの貧民に献金と米を配り、1936年9月に水災義援金、1938年に求礼邑火災被災民救済金を支援した。1937年10月にラグビー連盟会長、1938年にサッカー協会顧問に委嘱され、1938年に京城ゴルフクラブの会員としても活動した。1940年8月に京仁企業株式会社常務理事を務めた。そのほかは醸造業も経営した。光復後は京仁企業株式会社取締役、セブランス医薬品株式会社取締役、ソウル中央燃料株式会社監事、孤児院の求礼弘済院の設立・経営者、求礼公立中学校後援会会長などを経て、1947年8月に大同青年団の活動を後援し、20万ウォンを出した。1948年の初代総選挙には求礼郡選挙区から韓国民主党所属で出馬し当選し、国会産業労働委員会で活動した。1949年6月、国会議員141名と共に駐韓米国軍事顧問団の設置を歓迎する声明書に賛成し、同年8月、韓国民主党の後身である民主国民党に参加した。1949年10月の改正国会法により財政経済委員会に所属した。1950年4月、趙炳玉を後任の国務総理に推薦する連書に署名し、同年またセブランス医薬品株式会社の代表となり活動していたが、朝鮮戦争が勃発すると殺害された。